# Andre Gregory
Andre William Gregory (Parigi, 11 maggio 1934) è un attore e regista francese naturalizzato statunitense.

## Biografia
Nato a Parigi in Francia da genitori russi di religione ebraica, Gregory si trasferisce prestissimo con la famiglia negli Stati Uniti studiando all'Università di Harvard, dove si laurea nel 1956.
A New York City, Gregory inizia a studiare recitazione presso la Neighborhood Playhouse School of the Theatre e tra gli anni sessanta e settanta dirige varie produzioni teatrali avanguardistiche, fondando nel 1968 la sua compagnia teatrale col nome di The Manhattan Project. Nello stesso periodo, incontra l'attore Wallace Shawn, con il quale instaura un solido sodalizio artistico.
L'eccessivo conservatorismo nella politica statunitense, spinse Gregory a lasciare il paese, esibendosi, su invito del regista Jerzy Grotowski, con una serie di messe in scena teatrali sperimentali in Polonia.
Occasionalmente, ha lavorato anche come attore cinematografico, prendendo parte a film come Mosquito Coast di Peter Weir e L'ultima tentazione di Cristo di Martin Scorsese dove interpreta il ruolo di Giovanni Battista. La sua performance cinematografica più famosa è stata quella del protagonista in My Dinner with Andre, diretto da Louis Malle, in cui lui e Wallace Shawn, interpretando personaggi basati su loro stessi, hanno una lunga conversazione a cena e discutono sul soggiorno spirituale di Gregory in Europa e dei suoi dubbi sul futuro del teatro e della civiltà occidentale in generale.

## Filmografia parziale

### Cinema
- La mia cena con André (My Dinner with Andre), regia di Louis Malle (1981)
- Papà, sei una frana (Author! Author!), regia di Arthur Hiller (1982)
- Protocol, regia di Herbert Ross (1984)
- Mosquito Coast (The Mosquito Coast), regia di Peter Weir (1986)
- Street Smart - Per le strade di New York (Street Smart), regia di Jerry Schatzberg (1987)
- L'ultima tentazione di Cristo (The Last Temptation of Christ), regia di Martin Scorsese (1988)
- Some Girls, regia di Michael Hoffman (1988)
- Il falò delle vanità (The Bonfire of Vanities), regia di Brian De Palma (1990)
- The Linguini Incident, regia di Richard Shepard (1991)
- Demolition Man, regia di Marco Brambilla (1993)
- L'uomo ombra (The Shadow), regia di Russell Mulcahy (1994)
- Vanya sulla 42esima strada (Vanya on 42nd Street), regia di Louis Malle (1994)
- Goodbye Lover, regia di Roland Joffé (1998)
- Celebrity, regia di Woody Allen (1998)

### Televisione
- The Young Pope – serie TV, 2 episodi (2016)

## Doppiatori italiani
Nelle versioni in italiano delle opere in cui ha recitato, Andre Gregory è stato doppiato da:
- Carlo Sabatini in Mosquito Coast, Vanya sulla 42esima strada
- Alvise Battain in Protocol
- Dario Penne ne L'ultima tentazione di Cristo
- Gianfranco Bellini ne Il falò delle vanità
- Giorgio Lopez in The Young Pope